# ディナン (フランス)
ディナン （フランス語、ブルトン語、ガロ語:Dinan）は、フランス、ブルターニュ地域圏、コート＝ダルモール県のコミューン。
ディナンは、城塞で囲まれた都市である。ノルマンディーとブルターニュ北西岸間の交通の要所にあたり、ディナンは主として丘の上にたっている。イギリス海峡へ向け、ディナンから北のサン・マロへ流れる75mの川幅のランス川が市内を通過する。

## 歴史

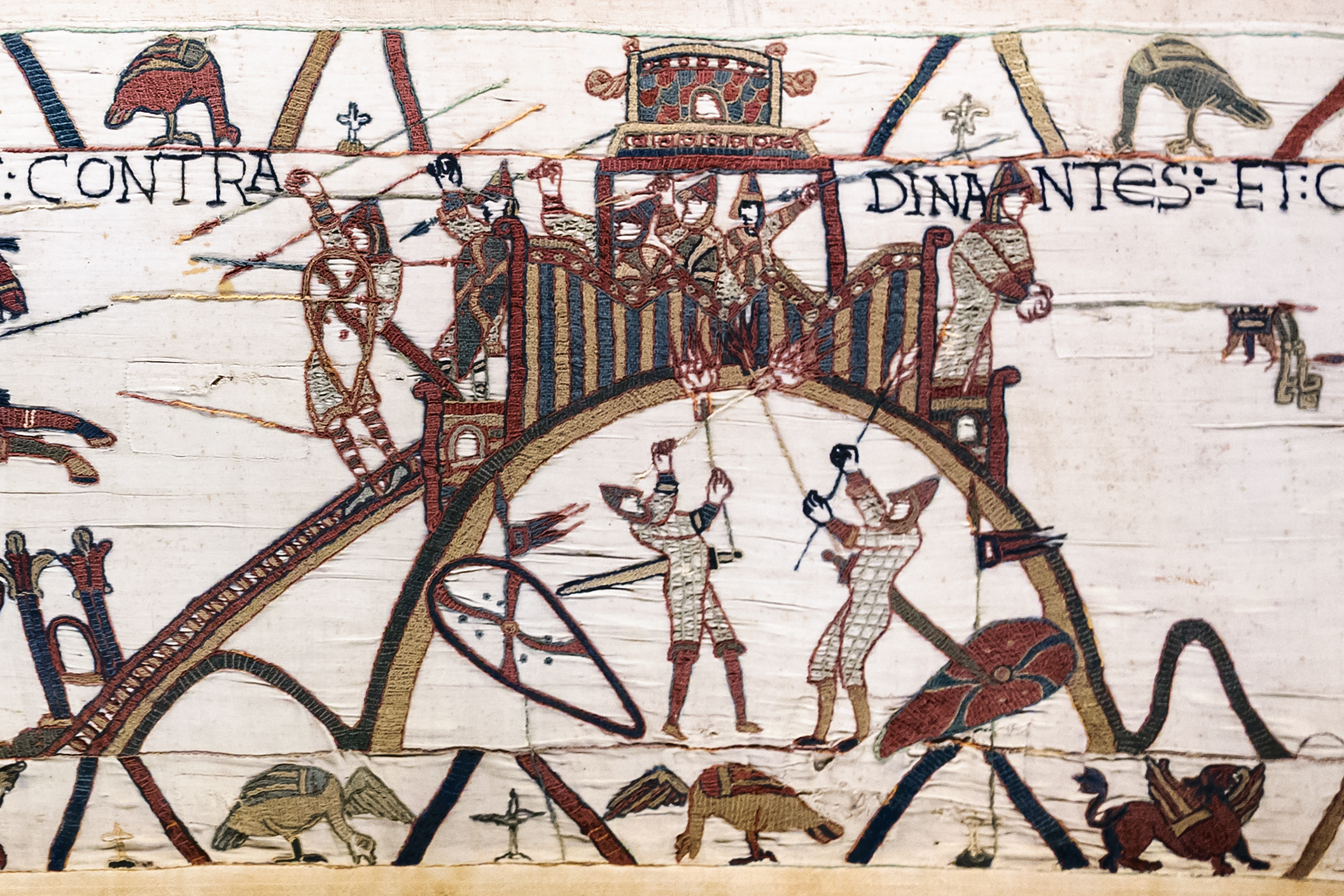
バイユーのタペストリーに描かれた、ディナンのモット・アンド・ベーリー攻撃の図

ドルメンの存在から、ディナン周辺には新石器時代から人が定住していたと考えられている。
歴史上でディナンが知られるようになるのは11世紀からである。当時の町にはベネディクト会派の修道院が根付いていた。有名なバイユーのタペストリーの一場面に、イングランド王ウィリアム征服王が木でできた垣を破壊したことが描かれている。
サン・ソヴール教区、サン・マロ教区とに属していたディナンの半分は、1238年にブルターニュ公ジャン1世に買い上げられた。
ブルターニュ継承戦争さなかの1357年、ベルトラン・デュ・ゲクランはイングランドに包囲されたディナンを守り抜き、ブルトン人はジャン・ド・モンフォールに忠誠を尽くした。幾度かのむなしい努力のあと、1364年にブルターニュ公ジャン4世がディナンを手中に納め、アンヌ公爵夫人（de la duchesse Anne）という名のダンジョンを建設した。市の防衛設備には15世紀半ばに数カ所の塔と武器庫が据えられた。1488年、サン＝トーバン＝デュ＝コルミエの戦いの後、ディナンの知事は町の鍵をフランス王の代理人へ渡した。その他のブルターニュ諸都市同様に、1532年8月にディナンはフランス王国へ正式に組み込まれた。
17世紀、新たなキリスト教修道会がディナンへ根を下ろした。カプチン会、ウルスラ会、ベネディクト会、ドミニコ会、聖クララ会、コルドリエ会（フランチェスコ会派）、ジャコバン会である。1675年、ディナンは印紙税一揆（fr:Révolte du papier timbré）に巻き込まれた。
19世紀に入り、道路や高架橋が建設されたことで川港の重要性は失われた。1879年には鉄道が敷かれた。ディナンには数多くの贅を凝らした家が建ち、特にイギリス人に人気のある休暇の目的地へと少しずつ変わっていった。
1907年の大火ではハーフティンバー様式の5軒の家が焼失し、1944年8月には爆撃を受けたが、市は20世紀初頭からほぼ完全な状態で残っていた。2007年6月6日夜から7日未明にかけて、都市を囲む要塞の一部が崩壊し修復が必要となった。
現在、都市は歴史遺産として修復され、コルドリエ広場にある数件のハーフティンバーの家、ロルロジュ（時計）通り、中心部を通るジェルズアル通りがある。サン＝ソヴール教会、サン・マロ教会は、市内の旧教区内の中程にある。

## 人口統計
| 1962年 | 1968年 | 1975年 | 1982年 | 1990年 | 1999年 | 2006年 | 2010年 |
| ------ | ------ | ------ | ------ | ------ | ------ | ------ | ------ |
| 12847  | 13137  | 13429  | 12267  | 11591  | 10907  | 11235  | 10819  |

参照元:1999年までEHESS、2000年以降INSEE

## 言語
2007年の新学期には、初等教育を受ける児童の4.5%がブルトン語との二言語学校に在籍した。

## 史跡
ディナンは、フランス芸術と歴史の街に指定されている。
- ディナン城（fr:Château de Dinan） - 現在は博物館
- サン＝マロ教会（Église de Saint-Malo） - 15世紀から19世紀。ゴシックとルネサンス様式の混合
- ロルロージュ塔 (Tour de l'Horloge)  - 時計塔。15世紀。高さが45メートルあり、都市の繁栄の象徴であった。街の中心にある（北緯48度27分11.6秒 西経2度2分36.6秒 / 北緯48.453222度 西経2.043500度）[4]。
- コルドリエ会派修道院（Couvent des Cordeliers） - 18世紀。19世紀に修復され、現在は私立の教育機関が使用している
- サン＝ソヴール教会（Basilique de Saint-Sauveur） - 12世紀完成。ベルトラン・デュ・ゲクランの心臓を納めた慰霊碑がある。
- ディナン駅 - 1995年にフランス歴史記念物に指定された。

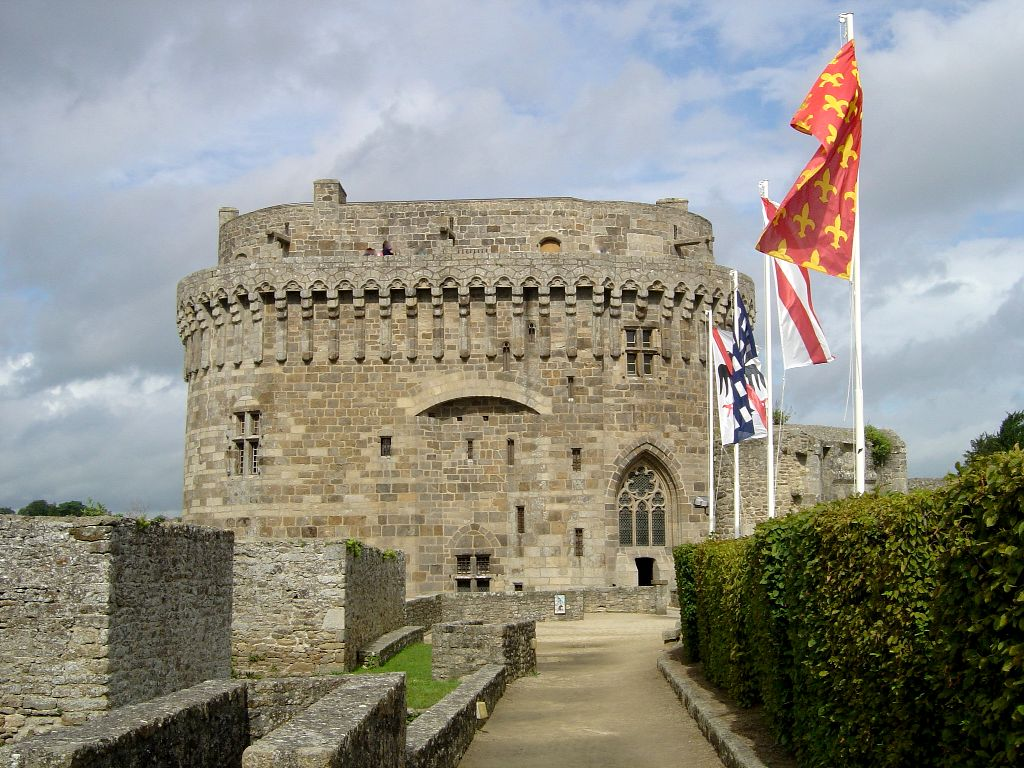
ディナン城
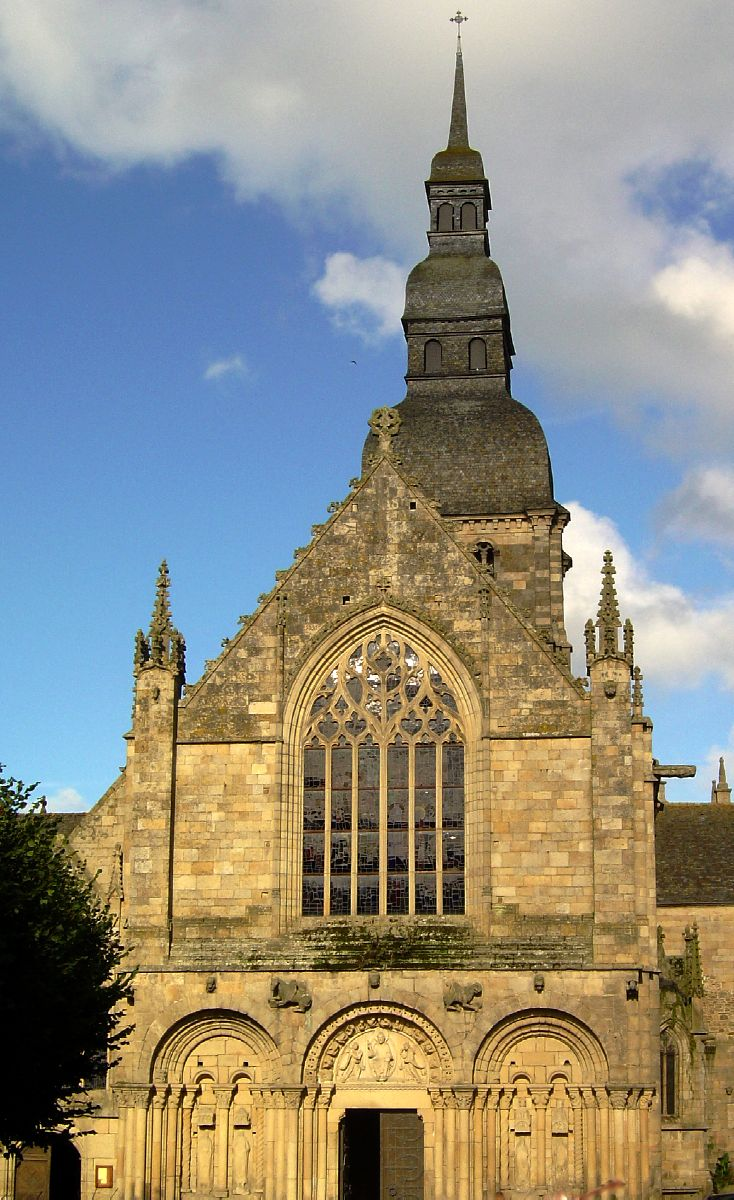
サン＝ソヴールのバシリカ
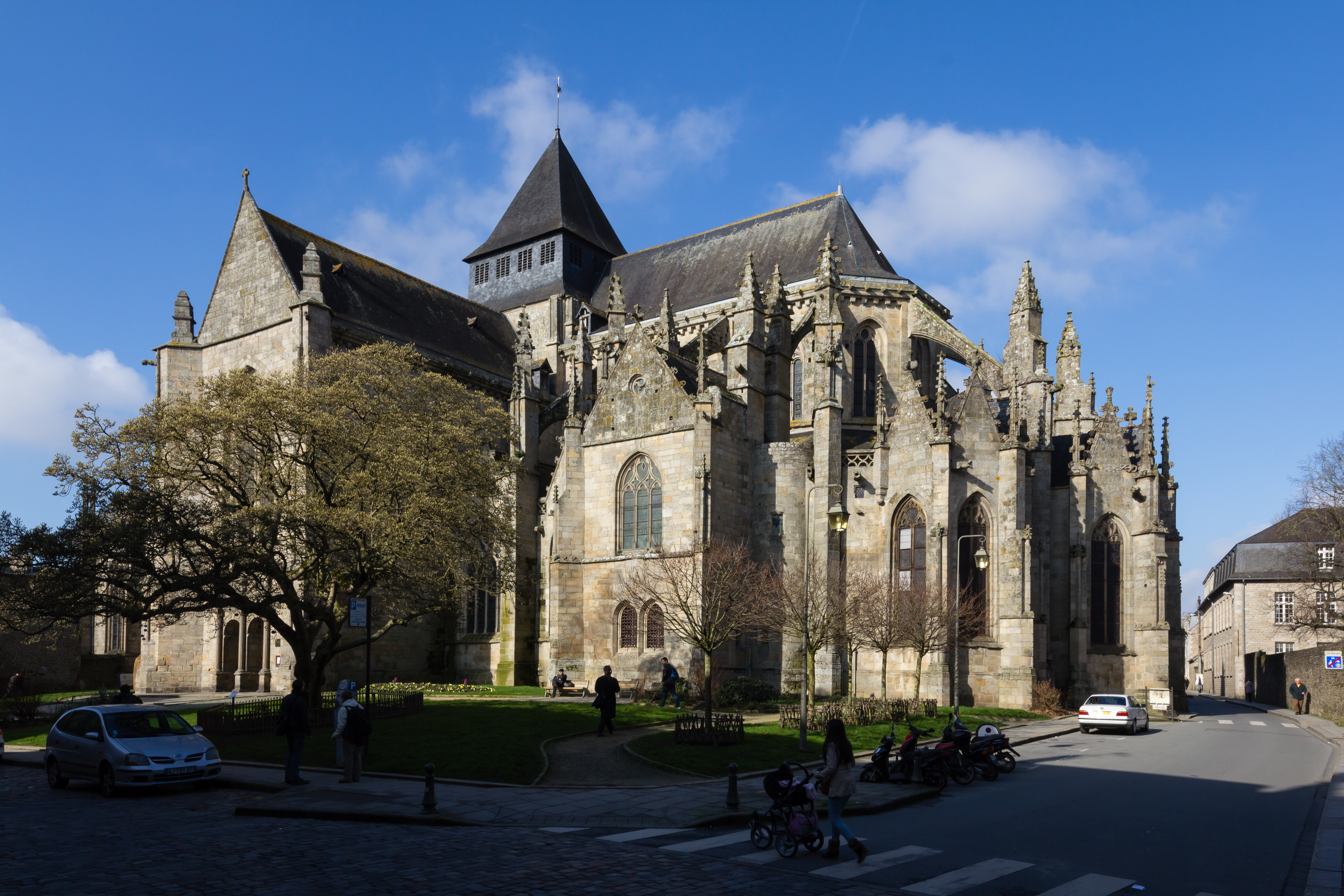
サン＝マロ教会
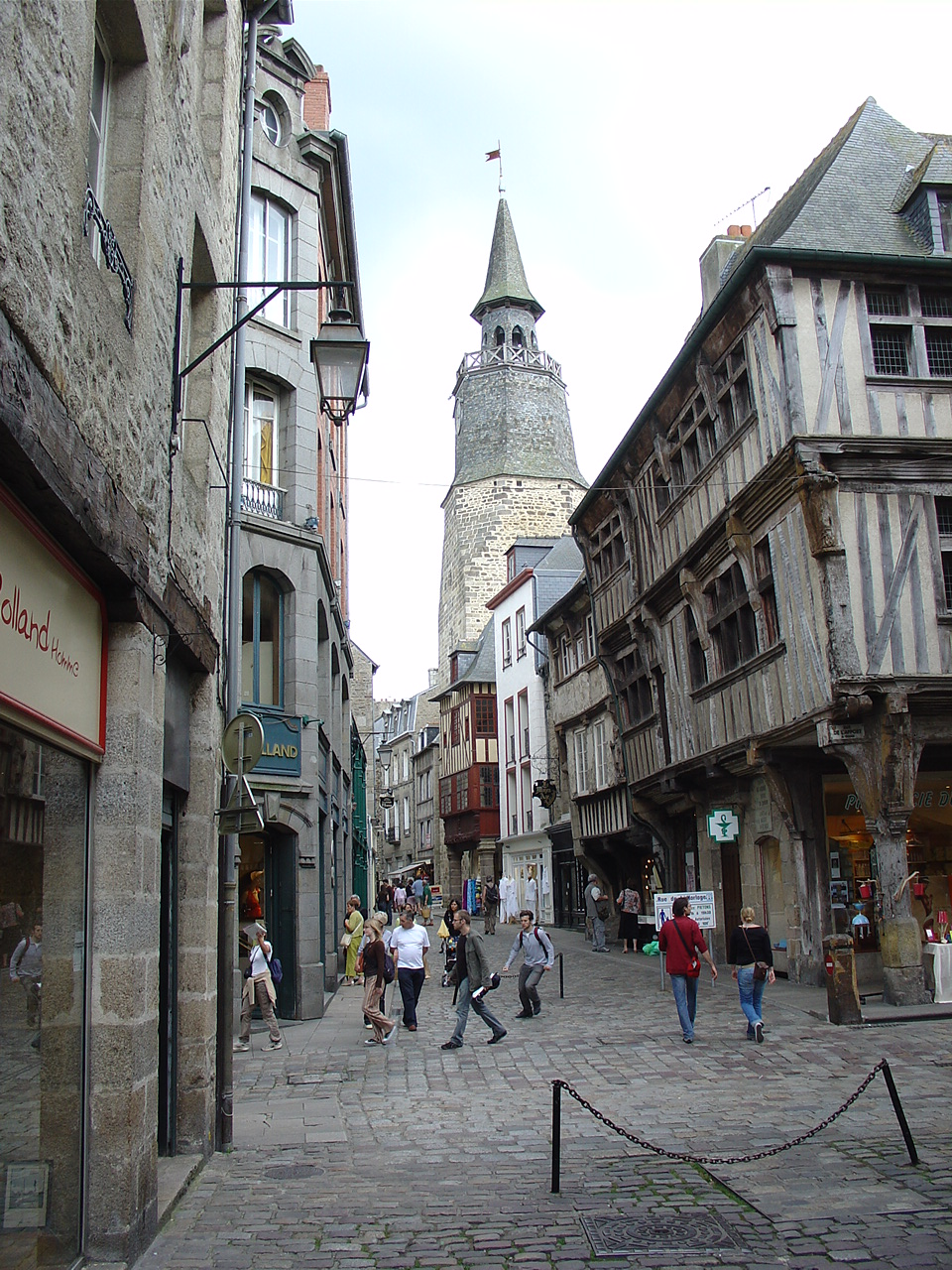
時計塔
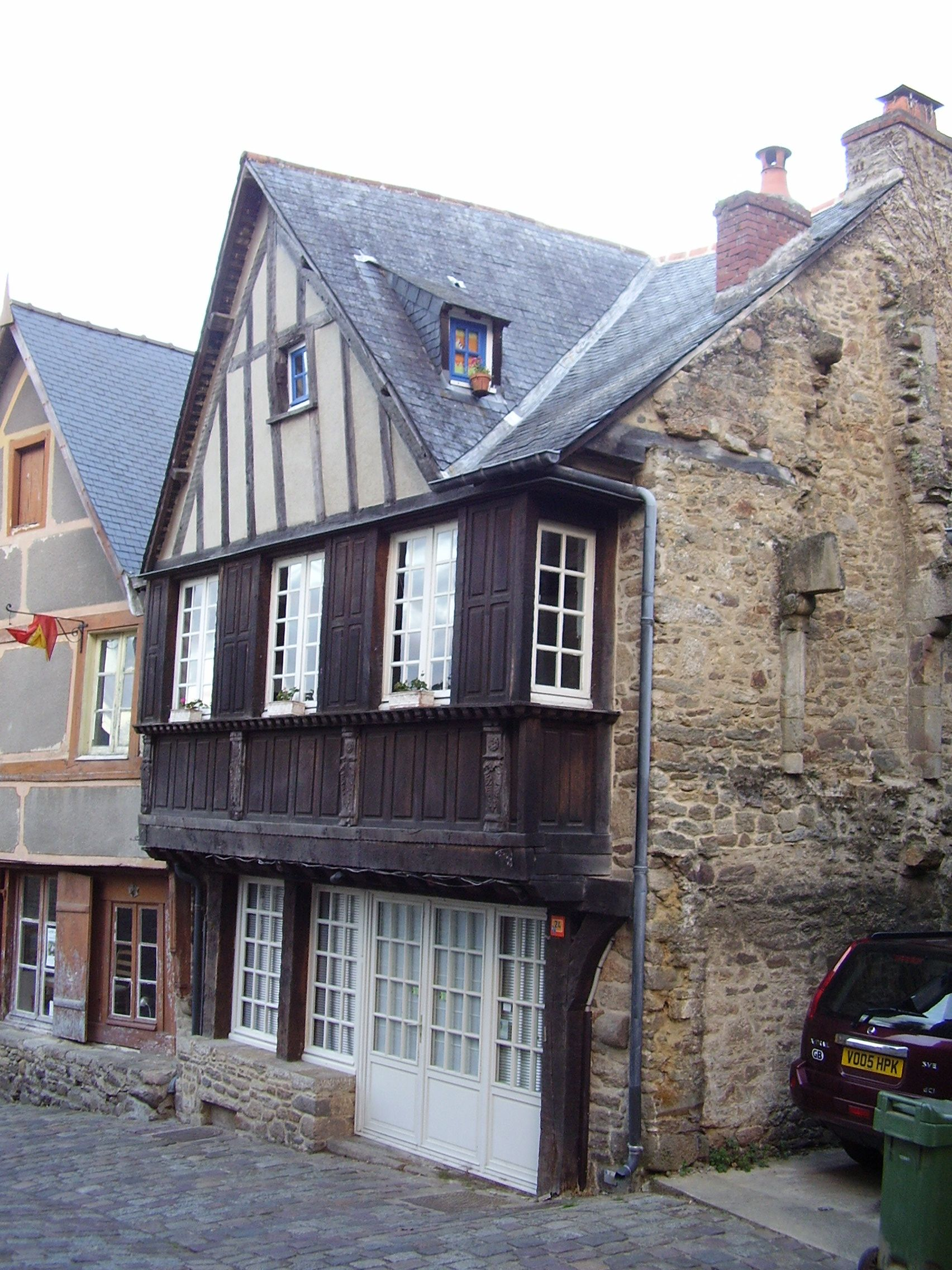
ハーフティンバーの家

## 交通
- ディナン駅 - ランバルとドル＝ド＝ブルターニュ間の路線が通っており、毎日10本以上のTERブルターニュの鉄道がある。
- ディナン＝トレリヴァン空港（fr:Aéroport de Dinan - Trélivan）

## 出身の著名人
- ルネ・プレヴァン - 政治家
- ジャン・ロシュフォール - 俳優
- ベルトラン・デュ・ゲクラン - 軍人

## 姉妹都市
- ディナン、ベルギー
- エクスマス（en:Exmouth）、イギリス